# Monte San Giovanni Campano

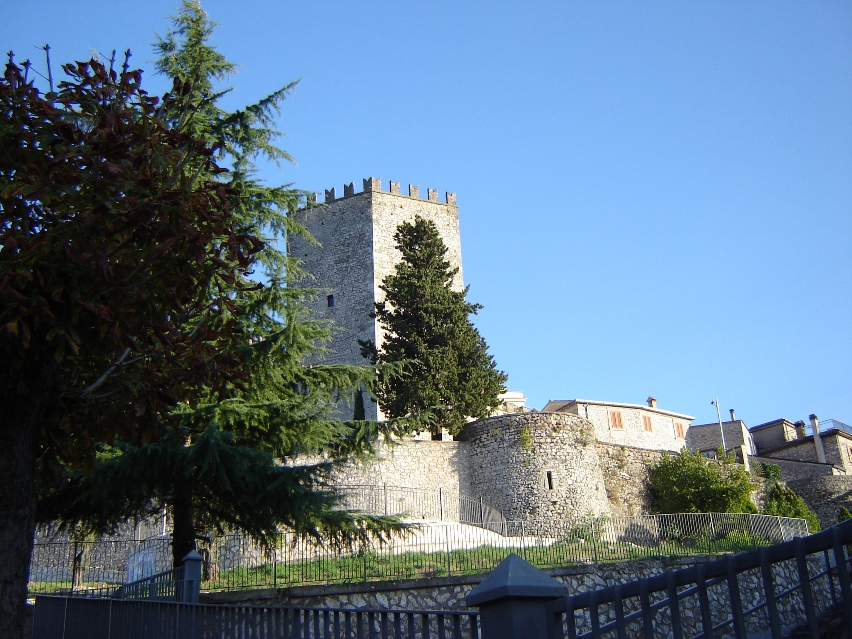
Monte San Giovanni campano

Monte San Giovanni Campano là một comune (municipality) of kh. 12.800 inhabitants in the tỉnh Frosinone trong vùng Lazio, có vị trí cách khoảng 90 km về phía đông nam của Roma và khoảng 14 km về phía đông của Frosinone.
Monte San Giovanni Campano giáp các đô thị: Arce, Arpino, Boville Ernica, Castelliri, Fontana Liri, Sora, Strangolagalli, Veroli.